# Loup de Bayeux
Pour les articles homonymes, voir Saint Loup.
Loup de Bayeux, saint Loup ou parfois saint Leu a été un des évêques de Bayeux vers 440-470.

## Biographie
Loup de Bayeux serait né à Bayeux et aurait été élevé dans le paganisme, puis converti par Rufinien, troisième évêque de Bayeux, qui lui aurait donné le titre de diacre. Sylvestre, archevêque de Rouen lui aurait donné l'onction épiscopale après qu'un enfant n'ayant pas encore la parole lui aurait désigné Loup. 
Il fut plus vraisemblablement élu per saltum (c'est-à-dire avant d'avoir été ordonné prêtre) par l'assemblée du clergé et des fidèles et sacré par Sylvestre. Selon la légende, il aurait combattu un loup monstrueux qui terrorisait la ville et vivait dans un bois. Loup de Bayeux l'aurait tué en le jetant dans la Drôme dans la commune qui porte désormais son nom, Saint-Loup-Hors, aux portes de Bayeux. Selon Jean Hermant, il s'occupa honorablement des charges de son ministère, aidé par un prêtre nommé Aufiac. Il aurait rendu la vue à deux aveugles.
Loup de Bayeux serait mort entre 464 et 474 selon Jules Lair ; Hermant cite la date du 25 octobre 461 ou l'année 465. Il aurait été inhumé en l'église Saint-Exupère de Bayeux. En 863, son corps et celui de Saint Exupère auraient été mis à l'abri des incursions normandes au château de Palluau en Gatinois. Ses reliques furent ensuite conservées à l'abbaye de Cormery en Touraine, puis en la cathédrale Saint-Spire de Corbeil à partir de l'an mil, aux côtés de celles de Saint Exupère, premier évêque de Bayeux. Elles seront jetées à la Seine par les révolutionnaires en 1793.
Saint Loup de Bayeux est fêté le 25 octobre.
L'Histoire littéraire de la France lui consacre un bref chapitre.